# Toopkhaneh

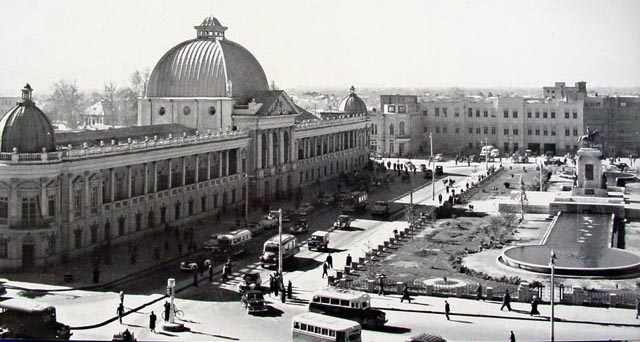
Bâtiment du Telegraphe

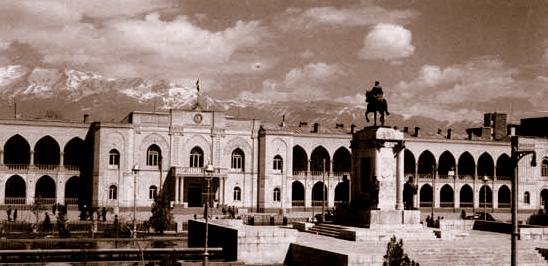
Palais municipal de Téhéran dans les années 1950

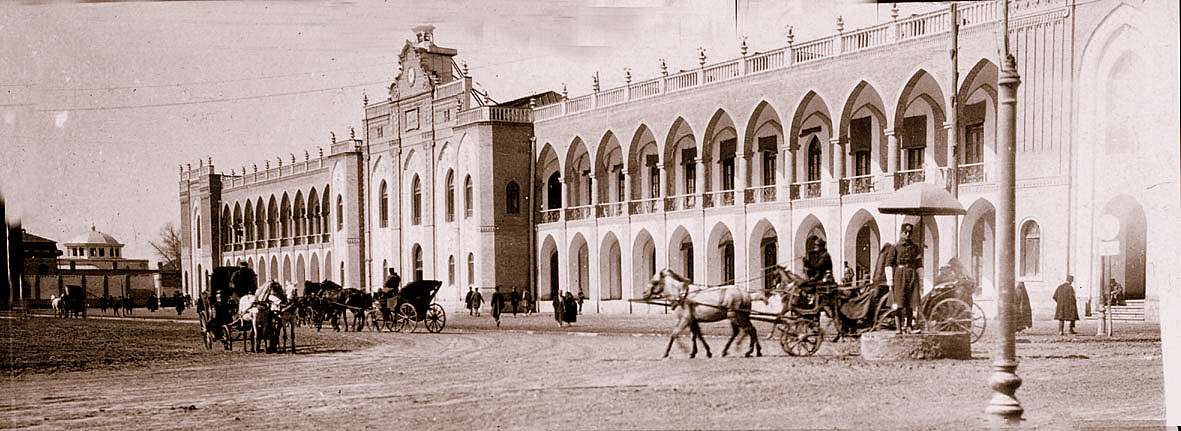
Palais municipal de Téhéran dans les années 1930 et 1940

Toop Khāneh ou Tūpkhāneh (en persan : توپخانه ; ce qui signifie littéralement « caserne de l'artillerie »), est une grande place urbaine (Maidan-e Toopkhaneh) et un quartier dans le sud du centre de la ville de Téhéran, en Iran. 

## Histoire
L'ensemble est aménagé en 1867 par ordre d'Amir Kabir. Après la Révolution Iranienne, il est renommé Place Imam Khomeini (میدان امام خمینی). La rue Cheragh Bargh (Amir Kabir) se termine à cette place, et la rue Naserie (Naser Khosrow), la rue Bob Homayoun, la rue Sepah, la rue Ferdowsi et la rue Lalezar se rencontrent et correspondent à d'autres directions.